# Nytt Land (banda)
Nytt Land es una banda de folk nórdico y ambient de Kalachinsk, Siberia, Rusia . Iniciada por Anatoly y Natalya Pakhalenko en 2013, la banda lanzó su tercer álbum Fimbulvinter en Cold Spring Records en 2017.

## Estilo e historia
Nytt Land se formó en 2013 y lanzó cuatro álbumes de forma independiente antes de unirse al sello británico Cold Spring Records para el lanzamiento de Fimbulvinter en 2017 . Su álbum posterior, Oðal de 2018, también fue lanzado poe el mismo sello. Han apoyado a Wardruna en sus conciertos rusos en 2016 y 2017, y han tocado en festivales vikingos, folk y metal en toda Europa, incluido su espectáculo debut en el Reino Unido en York Barbican, como parte del Jorvik Viking Festival 2018 del York Viking Center . Hasta febrero de 2019, el canal de YouTube de Nytt Land había acumulado un total de 140 000 vistas de video.
En 2021, la banda lanzó su tercer álbum, Ritual, a través de Napalm Records . Los críticos describieron el álbum como "sorprendente, elegante e inquietante" y una "alucinación transportadora, flotando a través de la tundra". La banda debutó el álbum con una presentación en vivo en el canal de YouTube de Napalm Records.
El estilo de la banda se ha comparado con el de Wardruna y Danheim con el canto de garganta tradicional e instrumentos tradicionales hechos a mano como el Kantele y el Talharpa . La banda ha declarado que están inspirados en los sonidos de la naturaleza siberiana, y sus discos han incluido grabaciones en vivo de llamadas de cuervos y otros sonidos del bosque. Su música ha sido descrita de diversas formas por los críticos como "verdaderamente auténtica", "oscura y mística" y como "mantiene viva la historia". su trabajo se hace eco de muchas historias de la mitología nórdica y textos históricos como Poetic Edda . De acuerdo con esta tradición, gran parte de las letras de Nytt Land están compuestas y cantadas en el idioma nórdico antiguo .

## Discografía
1. Nytt Land / 2013 (autoeditado)
2. Havamal / 2015 (autoeditado)
3. Scopun: canciones de Elder Edda / 2016 (autoeditado)
4. The Last War (EP) / 2016 (autoeditado)
5. Fimbulvinter / 2017 (Récords de Cold Spring)
6. ODAL / 2018 (Récords Primavera Fría)
7. CVLT / 2020 (autoeditado)
8. Baladas de tiempos perdidos / 2020 (autoeditado)
9. Ritual / 2021 (Napalm Records)
10. Ritual: Sangre del Oeste / 2022 (Napalm Records)